# Angela Alupei
Angela Alupei, rojena Tamaş, romunska veslačica, * 1. maj 1972, Bacău. 
Na Poletnih olimpijskih igrah 2000 in 2004 je z veslaško partnerico Constanţo Burcico osvojila zlato olimpijsko medaljo v lahkem dvojnem dvojcu. Poleg tega je Angela osvojila še dve zlati medalji v svetovnem pokalu v veslanju leta 2000 na Dunaju in v Lucernu ter srebrno medaljo na tekmi svetovnega pokala leta 2004 v Lucernu. 